# Ulf Carlsson (direktör)

För andra personer med samma namn, se Ulf Karlsson.  
Ulf Vilhelm Carlsson, född 25 juli 1934 i Luleå stadsförsamling i Norrbottens län, död 2 september 2016 i Nacka distrikt i Stockholms län, var en svensk direktör.
Ulf Carlsson var son till advokaten Carl Vilhelm Carlsson och Ella, ogift Elwing. Efter akademiska studier blev han filosofie magister i Stockholm 1959. Han var anställd bland annat vid matematik-maskinnämnden och hos General Electric från 1959 till 1965. Han blev organisationsdirektör vid Statskontoret 1965 och avdelningschef vid Rikspolisstyrelsen (RPS) 1970. År 1977 blev han överdirektör och chef för Datamaskincentralen för administrativ databehandling (DAFA). Ulf Carlsson var därefter verkställande direktör, först för Värdepapperscentralen VPC AB 1985–1992 och sedan för Inforing AB från 1992.
Åren 1959–1978 var han gift med småskolläraren och sedermera skulptören Ulrika Thunstedt. De fick fyra barn tillsammans.